# Coupé
Coupé (z fr. – „ucięty”) – rodzaj nadwozia samochodowego z dwoma, czterema lub rzadziej pięcioma miejscami siedzącymi i najczęściej jedną parą drzwi - nie dotyczy wersji SUV produkowanych w wersji Cupe. Najczęściej jest to nadwozie dwubryłowe typu fastback. Często, ze względu na nisko opadającą ku tyłowi linię dachu w środku jest mało miejsca, zwłaszcza dla pasażerów tylnej kanapy, jeśli takowa w ogóle jest w samochodzie.
- Coupé
  - nadwozie dwudrzwiowe, od 2 do 4 miejsc siedzących. Bardzo często spotyka się układ siedzeń 2+2, czyli 2 normalnych rozmiarów fotele z przodu, a z tyłu nieduża kanapa, praktycznie tylko dla dzieci ze względu na bardzo małą przestrzeń na nogi (np.: Porsche 911).
  - niektórzy, włącznie z producentami, próbują do tej kategorii zaliczyć również Mercedes-Benz CLS i Aston Martin Rapide, będące jednak w istocie sportowymi sedanem i liftbackiem.

- Hardtop Coupé
  - Hardtop (ang. – twardy dach) oznacza sztywny, nakładany, bądź zamontowany na stałe dach, często odróżniający się fakturą (materiałem z jakiego jest wykonany) od reszty nadwozia. Ze względu na jego budowę, nadwozie to charakteryzuje się brakiem słupków pomiędzy bocznymi oknami. Hardtop Coupé ma dach zamontowany na stałe, dziś ten rodzaj nadwozia jest rzadko spotykany (np.: Porsche 356 B Hardtop).